# فاجعه زیبا (ترانه کلی کلارکسون)
«فاجعه زیبا» (به انگلیسی: Beautiful Disaster) ترانه‌ای از کلی کلارکسون است.